# Amt Attendorn
Das Amt Attendorn war ein Amt im Kreis Olpe in der Provinz Westfalen und in Nordrhein-Westfalen. Im Rahmen der nordrhein-westfälischen Gebietsreform wurde das Amt zum 1. Juli 1969 aufgelöst. Ein Amt Attendorn mit ähnlichem Gebietsumfang existierte auch schon seit 1807 im seinerzeit zu Hessen-Darmstadt gehörenden Herzogtum Westfalen.

## Geschichte
1807, in der Zeit der hessen-darmstädtischen Herrschaft über das Herzogtum Westfalen, wurde ein erstes Amt Attendorn gebildet. Es umfasste das Gericht Attendorn, dem Gericht Valbert, den Patrimonialgerichten Oedingen und Lenhausen sowie aus Teilen des Kirchspiels Helden. Damit umfasste es unter anderem die Stadt Attendorn, die spätere Gemeinde Attendorn-Land, die Gemeinde Helden und mit dem westlichen Teil der Gemeinde Schönholthausen und der Steuergemeinde Fretter auch einen beträchtlichen Teil der heutigen Gemeinde Finnentrop. Valbert gehörte in der Zeit von 1807 bis 1823 ebenfalls dazu. Als erster Amtmann des neuen Amtes wurde der ehemalige kurfürstliche Gograf Gottfried Johanvars eingesetzt. Als Justizamtmann leitete er im Amt die Verwaltung und die Rechtsprechung.
Das hessisch-westfälische Amt Attendorn fiel 1816 mit dem übrigen Herzogtum an Preußen und bestand zunächst als Justizamt fort. Für Verwaltungszwecke wurde im Kreis Olpe in den 1820er Jahren die Bürgermeisterei Attendorn eingerichtet.
Als die Stadt Attendorn 1836 die „Preußische Revidierte Städteordnung“ erhielt und dadurch aus der Bürgermeisterei Attendorn ausschied, wurde aus dem Rest der Bürgermeisterei die Landbürgermeisterei Attendorn gebildet.

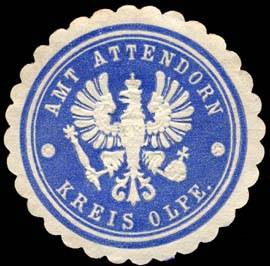
Siegelmarke Amt Attendorn

Im Rahmen der Einführung der Landgemeindeordnung für die Provinz Westfalen wurde 1843 im Kreis Olpe aus der Landbürgermeisterei Attendorn das Amt Attendorn gebildet, das die beiden Gemeinden Attendorn-Land und Helden umfasste. Die Stadt Attendorn blieb amtsfrei.
Im Jahr 1961 hatte das Amt Attendorn bei einer Größe von 109,30 Quadratkilometern 11.166 Einwohner. Zum 1. Juli 1969 wurde es durch das Gesetz zur Neugliederung des Landkreises Olpe aufgelöst:
- Der größte Teil der Gemeinden Attendorn-Land und Helden wurde Teil der neuen Stadt Attendorn, die auch Rechtsnachfolgerin des Amtes wurde.
- Die Ortschaften Heggen der Gemeinde Attendorn-Land und Altfinnentrop der Gemeinde Helden kamen zur Gemeinde Finnentrop.
- Die Ortschaften Neuenwald, Oberveischede und Tecklinghausen der Gemeinde Helden kamen zur Stadt Olpe.
- Die Ortschaft Petmecke der Gemeinde Helden kam zur Stadt Lennestadt.

## Einwohnerentwicklung
| Jahr | Einwohner | Quelle |
| ---- | --------- | ------ |
| 1839 | 3.160     | [ 8 ]  |
| 1871 | 4.073     | [ 9 ]  |
| 1885 | 4.554     | [ 10 ] |
| 1895 | 5.118     | [ 11 ] |
| 1910 | 6.798     | [ 12 ] |
| 1933 | 7.979     | [ 13 ] |
| 1939 | 8.278     | [ 13 ] |
| 1950 | 10.279    | [ 14 ] |
| 1961 | 11.166    |        |